# Tibouchina stenopetala
Tibouchina stenopetala är en tvåhjärtbladig växtart som beskrevs av August Heinrich Rudolf Grisebach och Célestin Alfred Cogniaux. Tibouchina stenopetala ingår i släktet Tibouchina och familjen Melastomataceae. Inga underarter finns listade i Catalogue of Life.